# قله کاراکایا
قله کاراکایا (روسی: Каракая) یک قله در کشور روسیه است.